# Dagmar Rosenfeld

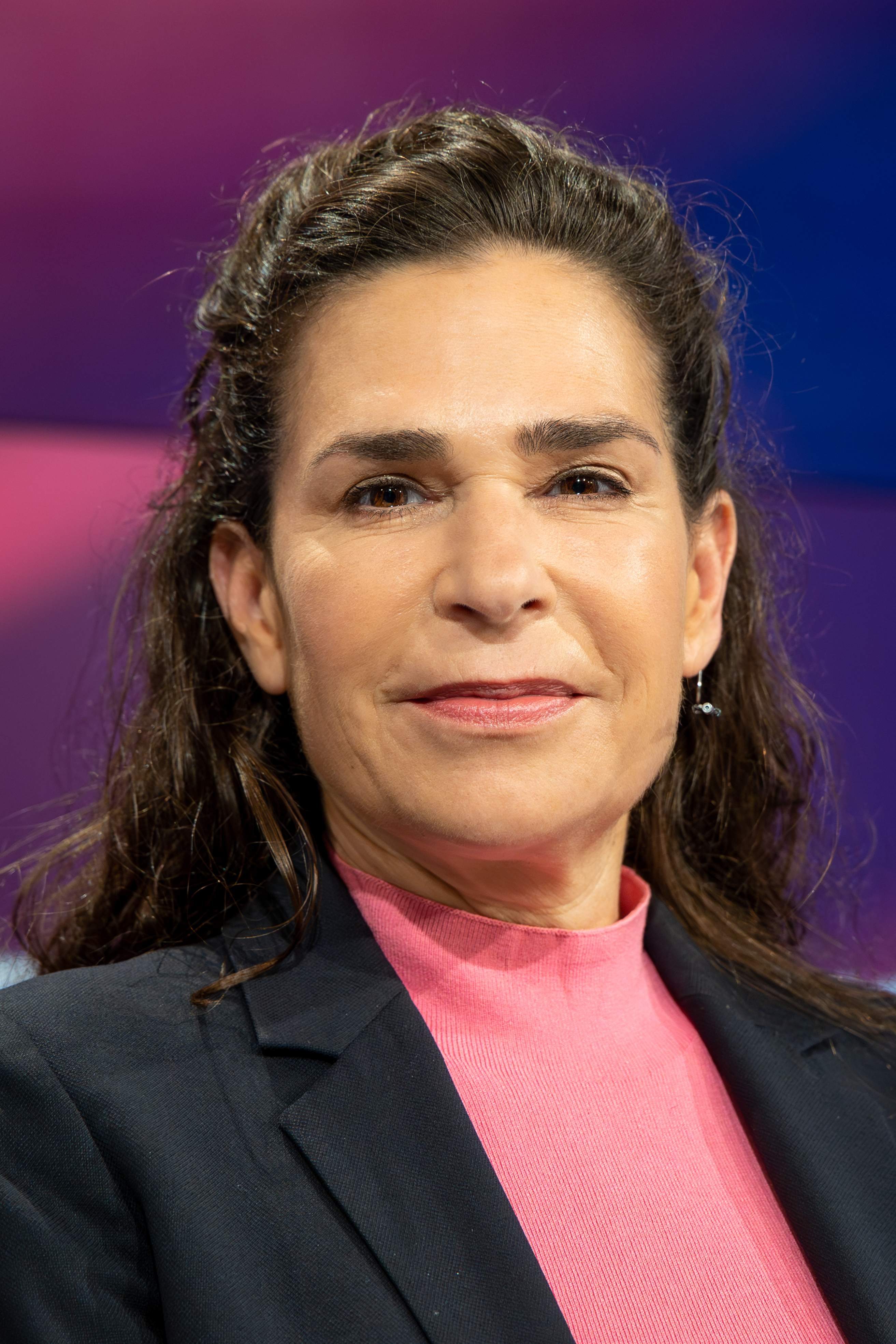
Dagmar Rosenfeld (2023)

Dagmar Rosenfeld (* 1974 in Köln) ist eine deutsche Journalistin.

## Leben

### Herkunft und Ausbildung
Dagmar Rosenfeld wuchs in Köln als Tochter eines deutschen Kioskbesitzers und einer Italienerin auf. Ihre Schwester ist die Schriftstellerin Astrid Rosenfeld. Nach dem Abitur an der Liebfrauenschule Köln studierte sie Germanistik und Geschichte an der Universität zu Köln. Danach volontierte sie beim Berliner Tagesspiegel. 

### Journalismus
Nach dem Volontariat arbeitete Rosenfeld zunächst als Redakteurin im Wirtschaftsressort des Tagesspiegel, dann im Politikressort und verantwortete die „Seite Zwei“. 2009 wechselte sie ins Hauptstadtbüro der Zeit, wo sie zuletzt für das Politikressort schrieb, zunächst als Berichterstatterin über die Freie Demokratische Partei.
Rosenfeld arbeitet seit 2016 für Medien der Axel Springer Gruppe. Sie wurde 2016 stellvertretende Chefredakteurin von WeltN24  und im März 2019 Chefredakteurin der Tageszeitung Die Welt. Am 1. Januar 2022 wurde sie Chefredakteurin der Welt am Sonntag. Von September 2020 bis Oktober 2021 moderierte Rosenfeld als Nachfolgerin von Robin Alexander jeden Freitag Steingarts Morning Briefing – Der Podcast. Seit Mai 2021 sind beide im Podcast Machtwechsel zu hören, der seit September 2024 eine Kooperation von Welt und The Pioneer  ist. Darin wählt Rosenfeld für jede Sendung einen zu einem aktuellen Thema passenden Schlager aus. Von 2021 bis 2022 diskutierte sie gemeinsam mit Markus Feldenkirchen auf Phoenix in der wöchentlichen Sendung #rosenfeld/feldenkirchen. Zum 1. August 2024 wechselte Rosenfeld als Herausgeberin zu Media Pioneer und der dazugehörigen Medienmarke The Pioneer. Dort moderiert sie The Pioneer Briefing Podcast.

### Privates
Ab 2009 war Rosenfeld mit dem FDP-Politiker Christian Lindner liiert und ab 2011 mit ihm verheiratet. Im April 2018 ließ das Ehepaar über einen Anwalt mitteilen, es habe sich „bereits vor geraumer Zeit freundschaftlich getrennt“. Im August 2020 folgte die Scheidung. 2016 schrieb Rosenfeld als Redakteurin der Zeit: „Weil ich die Frau des FDP-Chefs bin, ziehen manche meine berufliche Eigenständigkeit in Zweifel.“ Sie stellte dazu klar, dass sie weder über die FDP noch über ihre Akteure geschrieben habe, seit Christian Lindner und sie ein Paar wurden. Sie erfahre zwar FDP-Interna von Lindner, das beeinflusse aber nicht ihre Ansichten über die Partei oder ihre Überzeugungen und auch nicht ihr journalistisches Handwerk.
Im Juni 2024 gab Rosenfeld in ihrem Podcast Machtwechsel bekannt, dass sie wieder geheiratet hat. Sie ist katholisch.

## Missbilligung durch den Presserat
Vor der Bundestagswahl 2017 schrieb Rosenfeld, damals stellvertretende Chefredakteurin der Welt, eine humorige Glosse mit dem Titel Meine Stylingtipps für Christian Lindner und Co. Darin nahm sie Sahra Wagenknecht, Cem Özdemir und Christian Lindner auf die Schippe, ohne darauf hinzuweisen, dass Lindner ihr Ehemann war. Sie schrieb über Lindner: „Um liberales Wachstum zu generieren, ließ er sich erst einmal Haare transplantieren.“ Ferner gab sie ihm den Tipp: „Bei der Wahl der Oberbekleidung für Werbespots künftig vorher die Ehefrau fragen.“ Der Deutsche Presserat reagierte mit einer Missbilligung. Er urteilte, die Autorin sei als Ehefrau in diesem Fall „objektiv befangen“. Es sei grundsätzlich zu vermeiden, dass „eine Redakteurin über ihren Ehemann und seine politische Konkurrenz berichtet“.